# Marylise Lebranchu
Marylise Lebranchu, nascuda Marylise Perrault (Loudéac, 25 d'abril de 1947) és una política socialista francesa.
Va ser alcaldessa de Morlaix entre el 18 de juny del 1995 i el 4 de juny del 1997; diputada a l'Assemblea Nacional francesa de l'1 de juny del 1997 al 4 de juliol del mateix any, i del 19 de juny del 2002 al 21 de juliol del 2012; i ministra de Justícia del govern dirigit per Lionel Jospin entre 2000 i 2002.
D'ençà el 16 de maig de 2012 és ministra de la Reforma de l'Estat, de la Descentralització i de la Funció Pública del govern Jean-Marc Ayrault, primer, i del de Manuel Valls, després. El 2014 li fou retirada la competència en Reforma de l'Estat, que esdevingué una Secretaria d'Estat en mans de Thierry Mandon.